# استیو بیسیک
استیو بـِـیسیک (انگلیسی: Steve Bacic؛ زادهٔ ۱۳ مارس ۱۹۶۵) یک هنرپیشه اهل کانادا است.
از فیلم‌ها یا برنامه‌های تلویزیونی که وی در آن نقش داشته است می‌توان به روز ششم و تفنگدار دریایی ۳ اشاره کرد.